# كيلي مكريري
كيلي مكريري (بالإنجليزية: Kelly McCreary)‏ هي ممثلة أمريكية، ولدت في 29 سبتمبر 1981 في الولايات المتحدة.

## أعمال

### أفلام
- (2015) الحياة

### مسلسلات
- تشريح غراي
- فضيحة[4]
- كاسل

## وصلات خارجية
- كيلي مكريري على موقع IMDb (الإنجليزية)
- كيلي مكريري على موقع ألو سيني (الفرنسية)
- كيلي مكريري على موقع قاعدة بيانات الفيلم (الإنجليزية)
- كيلي مكريري على موقع كينوبويسك (الروسية)